# Milton Lasell Humason
Milton Lasell Humason, auch Milton La Salle Humason (* 19. August 1891 in Dodge Center, Minnesota; † 18. Juni 1972 in Mendocino, Kalifornien) war ein US-amerikanischer Astronom. Mit seinen Arbeiten im Mount-Wilson-Observatorium trug er entscheidend zur Entdeckung der Expansion des Universums bei.

## Vom Autodidakten zum Astronomen
Mit 14 Jahren verließ Milton Humason die Schule und zog ein Leben in den Bergen vor, das er in einem Sommercamp auf dem Mount Wilson kennengelernt hatte. Er bestritt seinen Lebensunterhalt als Maultiertreiber. Als auf dem Berg, auf den noch keine Straße hinauf führte, das Mount-Wilson-Observatorium aufgebaut wurde und Baumaterial, Geräte sowie Lebensmittel hinaufbefördert werden mussten, wurde er dort mit seiner Herde für den Lastentransport angeheuert.
Während dieser Zeit lernte er die Tochter eines technischen Mitarbeiters des Observatoriums kennen und heiratete sie 1911. Der Ingenieur hielt nicht viel von der Beziehung mit dem wenig gebildeten Humason, doch der nutzte jede sich bietende Gelegenheit, am Observatorium Arbeit zu finden und betätigte sich auch als Elektriker und Pförtner. Als ein neuer Hausmeister gesucht wurde, bewarb er sich dafür und erhielt die Stelle. Daraufhin erwachte in ihm bald das Interesse an Teleskopen. Als eines Tages plötzlich ein Nachtassistent krankheitshalber ausfiel, wurde Humason wegen seines beobachterischen Geschicks und seiner Zuverlässigkeit dafür eingesetzt.

## Erforschung der Spiralnebel
Nach einiger Zeit avancierte er sogar zum Assistenten mit Festanstellung; der damalige Direktor George Hale erkannte seine außergewöhnlichen Fähigkeiten und nahm ihn 1919 trotz seines Schulabbruchs in den Kreis des wissenschaftlichen Personals auf. Als professioneller Astronom machte sich Humason bald einen Ruf als gewissenhafter Beobachter, insbesondere bei der Erstellung präziser  Himmelsaufnahmen und von Spektrogrammen.
Aus der Zeit um 1920, als sich in der Frage der elliptischen Nebel wie dem Andromedanebel noch zwei astronomische Schulen gegenüberstanden – ob es sich um innergalaktische Objekte oder um eigene Galaxien wie dem Milchstraßensystem handle – ist mündlich die Geschichte überliefert, dass Humason von Harlow Shapley zur näheren Untersuchung auf Cepheiden Fotoplatten übergeben bekam, unter anderem auch mit Abbildungen des Andromedanebels, auf denen er im Innern des Nebels ebenso einzelne Punkte markierte, die er für Sterne hielt. Shapley war aber zutiefst davon überzeugt, dass es sich bei dem Nebel nur um eine Gaswolke handelt, nicht um eine Ansammlung von Sternen, und wischte die Markierungen mit den Fingern und unschönen Worten weg. Hätte Shapley seinen Mitarbeiter damals ernster genommen, wäre die Natur der Andromedagalaxie möglicherweise nicht erst vier Jahre später durch Edwin Hubble erkannt worden.
Humasons Untersuchungen als Hubbles Assistent spielten eine bedeutende Rolle in der Entwicklung der Kosmologie, besonders im Hinblick auf die Entdeckung der Expansion des Universums und der Bestimmung der Hubble-Konstante. Mit dem 2,5-Meter-Spiegel stellte er zahlreiche  Spektralaufnahmen von Galaxien her, die trotz des lichtstarken Teleskops sehr lange Belichtungszeiten von oft bis zu mehreren Nächten erforderten.
Offiziell zog sich Humason 1957 aus der Forschung zurück, entdeckte aber 1961 noch den Kometen C/1961 R1 (Humason). Beinahe wäre er auch als Entdecker des fernen Zwergplaneten Pluto in die Geschichte der Astronomie eingegangen, 11 Jahre vor Clyde Tombaugh: er nahm den Himmelskörper zwar auf, doch wegen eines Fehlers der Fotoplatte wurde genau dieser Teilbereich nicht dargestellt.
Der Mondkrater Humason sowie der Asteroid (2070) Humason wurden nach Milton Humason benannt.